# Domarring von Stommen
 Der Domarring von Stommen ist ein Steinkreis nahe dem Bitternavägen, südwestlich von Vedum, bei Vara in der Provinz Västra Götalands län in Schweden. 
Der Domarring ist Teil eines etwa 105 mal 40 bis 80 Meter messenden Gräberfeldes der Bronzezeit. Auf dem Gräberfeld liegen etwa 15 runde Steinsetzungen, sechs Steinkreise und einen Grabhügel von etwa 14,0 m Durchmesser. Es gibt 15 Steine im Steinkreis von Stommen, der von einer späteren Steinmauer umgeben ist und einige andere teilweise schwer beschädigte Steinkreise. 
In der Nähe befinden sich die Höga Stenar (Västerbitterna 18:1 bis 18:3), der 2,7 m hohe Bautastein Västerbitterna 17:1 und die Großsteingräber von Luttra.